# Gâdinţi
Gâdinţi é uma comuna romena localizada no distrito de Neamţ, na região de Moldávia. A comuna possui uma área de 43.29 km² e sua população era de 2621 habitantes segundo o censo de 2007.